# Claus Jäger (Politiker, 1931)

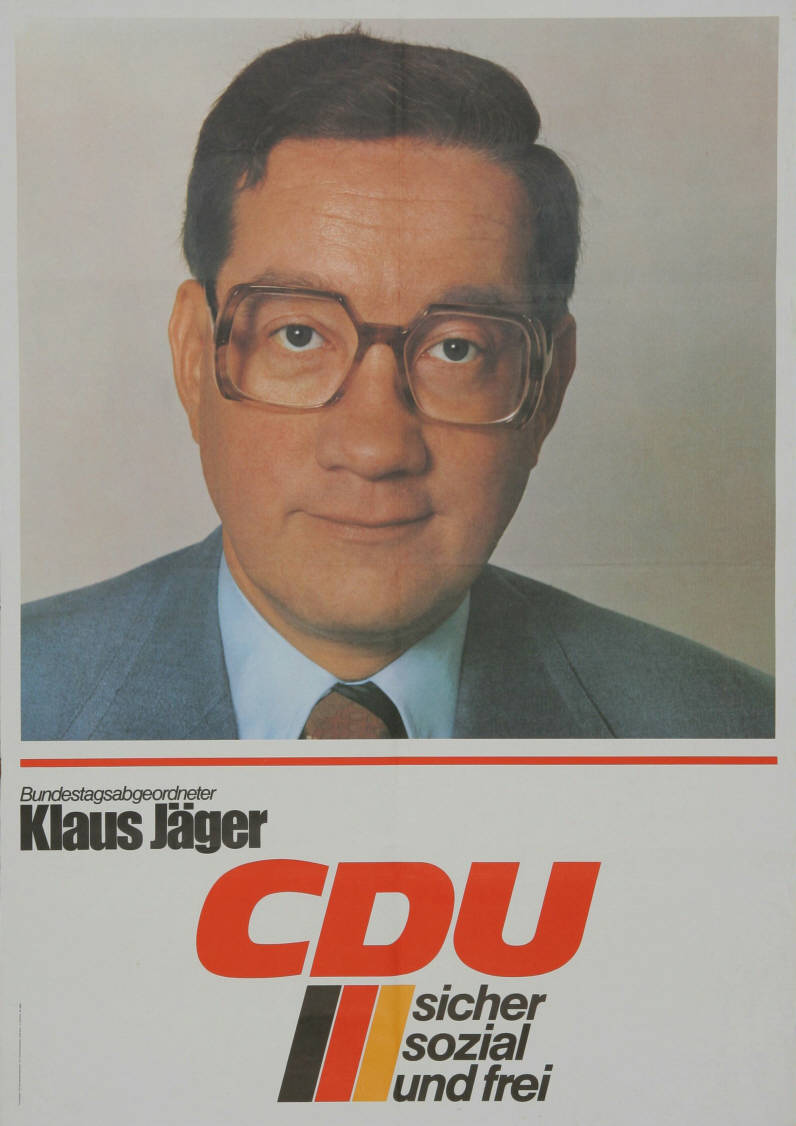
Kandidatenplakat zur Bundestagswahl 1976 (hier versehentlich als Klaus Jäger)

Claus Jäger (* 20. Juli 1931 in Tübingen; † 7. März 2013) war ein deutscher Politiker der CDU aus dem Landesverband Baden-Württemberg.

## Ausbildung, Beruf und Leben
Nach dem Abitur 1951 in Tübingen, begann Claus Jäger das Studium der Rechtswissenschaft an den Universitäten Tübingen und Heidelberg. Die zweite juristische Staatsprüfung legte er 1959 ab. Während seines Studiums wurde Jäger Mitglied der KStV Alamannia Tübingen im KV. Von 1959 bis 1972 war Claus Jäger in der Finanzverwaltung Baden-Württembergs tätig. Von 1972 bis November 1994 war er mit einjähriger Unterbrechung Mitglied des Deutschen Bundestages.
Claus Jäger lebte in Wangen im Allgäu, war verheiratet und hatte fünf Kinder.

## Partei
Claus Jäger war ab 1953 Mitglied der Christlich Demokratischen Union (bis 1971 auch Junge Union) und war u. a. Stellvertretender Bezirksvorsitzender der CDU Baden-Württembergs. Jäger war Mitglied in der CDU-Vereinigung CDA.

## Abgeordneter
Claus Jäger war von 1972 bis 1987 und von 1988 bis 1994 Mitglied des Deutschen Bundestages (7. bis 12. Wahlperiode). Zuerst bis 1983 als direkt gewählter Abgeordneter für den Wahlkreis Ravensburg bzw. Wahlkreis Ravensburg – Bodensee und anschließend bis 1987 als Abgeordneter über die Landesliste der CDU Baden-Württemberg. Am 1. Juli 1988 rückte er für den zum NATO-Generalsekretär berufenen Abgeordneten Manfred Wörner erneut über die Landesliste der CDU nach. Von 1990 bis 1994 war er direkt gewählter Abgeordneter für den Wahlkreis Göppingen. Von 1981 bis 1987 war Jäger zudem Mitglied der Parlamentarischen Versammlung des Europarates und dort Parlamentarischer Geschäftsführer der Christlich-Demokratischen Fraktion.

## Schwerpunkte der politischen Arbeit
Während seiner gesamten Parlamentszugehörigkeit war Jäger Mitglied des Innerdeutschen Ausschusses. Vom Eintritt in den Bundestag an bis zur Wende 1989 trat Claus Jäger für die Wiedervereinigung Deutschlands ein.
Zeitweise war er auch Mitglied des Finanzausschusses, des Auswärtigen Ausschusses und des Forschungsausschusses.
Jäger engagierte sich für das Lebensrecht ungeborener Kinder und war noch nach seiner politischen Karriere stellvertretender Vorsitzender des Landesverbandes Baden-Württemberg der Christdemokraten für das Leben (CDL). Öffentlich wurde er außerhalb seines Wahlkreises fast ausschließlich als konservativer Kämpfer für „Recht, Ordnung und Sitte“ am rechten Rand der CDU und als Abtreibungsgegner wahrgenommen, der für ein Totalverbot aller Abtreibungen kämpfte.
Papst Johannes Paul II. verlieh ihm 1995 für seine Verdienste um die römisch-katholische Kirche den Gregoriusorden und ernannte ihn zum Cavaliere.
Claus Jäger war auf der Referentenliste des Studienzentrums Weikersheim zu finden.
Ebenfalls war Claus Jäger Mitbegründer (u. a. mit Heinrich Lummer) des Christlich-Konservativen Deutschland-Forums (CKDF) sowie Erstunterzeichner der Aktion Linkstrend stoppen.